# Ville-Savoye
Ville-Savoye è un comune francese di 71 abitanti situato nel dipartimento dell'Aisne della regione dell'Alta Francia.

## Società

### Evoluzione demografica
Abitanti censiti